# Nocticola adebratti
Nocticola adebratti är en kackerlacksart som beskrevs av Roth, L. M. 1994. Nocticola adebratti ingår i släktet Nocticola och familjen Nocticolidae. Inga underarter finns listade i Catalogue of Life.